# Polygala phoenicistes
Polygala phoenicistes är en jungfrulinsväxtart som beskrevs av Joseph Blake. Polygala phoenicistes ingår i släktet jungfrulinssläktet, och familjen jungfrulinsväxter. Inga underarter finns listade i Catalogue of Life.